# Сан-Франциско Джаєнтс
«Сан-Франци́ско Джа́єнтс» (англ. San Francisco Giants) професійна бейсбольна команда з міста Сан-Франциско, штат Каліфорнія.  Команда є членом Західного Дивізіону, Національної бейсбольної ліги, Головної бейсбольної ліги. 
Домашнім полем команди «Сан-Франциско Джаєнтс» є AT&T Парк.
Команда заснована у 1883 році в окрузі Мангеттен, Нью-Йорк, (штат Нью-Йорк). У 1958 вони переїхали до міста Сан-Франциско.  
Команда мала декілька назв:
- Нью-Йорк Ґотамс, (New York Gothams)1883 - 1885
- Нью-Йорк Джаєнтс, (New York Giants)1885 - 1957
- Сан-Франциско Джаєнтс, (San Francisco Giants) 1958 - донині.

«Джаєнтс» виграли Світову серію (чемпіонат бейсболу США)у 1905, 1921, 1922, 1933, 1954, 2010 і 2012 роках.